# Kramarzewo (gromada)
Kramarzewo – dawna gromada, czyli najmniejsza jednostka podziału terytorialnego Polskiej Rzeczypospolitej Ludowej w latach 1954–1972.
Gromady, z gromadzkimi radami narodowymi (GRN) jako organami władzy najniższego stopnia na wsi, funkcjonowały od reformy reorganizującej administrację wiejską przeprowadzonej jesienią 1954 do momentu ich zniesienia z dniem 1 stycznia 1973, tym samym wypierając organizację gminną w latach 1954–1972.
Gromadę Kramarzewo z siedzibą GRN w Kramarzewie utworzono – jako jedną z 8759 gromad – w powiecie grajewskim w woj. białostockim, na mocy uchwały nr 15/V WRN w Białymstoku z dnia 4 października 1954. W skład jednostki weszły obszary dotychczasowych gromad Kramarzewo, Kownatki, Konopki, Kieliany, Borawskie i Czerwonki ze zniesionej gminy Radziłów w tymże powiecie. Dla gromady ustalono 11 członków gromadzkiej rady narodowej.
31 grudnia 1959 gromadę Kramarzewo zniesiono, włączając jej obszar do nowo utworzonej gromady Czerwonki.